# Willem Breuker
Willem Breuker est un musicien de jazz néerlandais, né le 4 novembre 1944 à Amsterdam (Pays-Bas) et mort le 23 juillet 2010 à Amsterdam. Il était, entre autres, saxophoniste, compositeur et clarinettiste.

## Biographie
Il est né le 4 novembre 1944.
En 1967, il fonde, avec le percussionniste Han Bennink et le pianiste Misha Mengelberg, le Instant Composers Pool (ICP). Il y jouera régulièrement jusqu'en 1973.
Il a été un membre du Globe Unity Orchestra et du groupe Gunter Hampel.
Depuis 1974, il dirige le Willem Breuker Kollektief, qui comprend 10 musiciens et joue du jazz de manière non conventionnelle, empruntant des éléments au théâtre et vaudeville. Avec le groupe, il entama une tournée en Europe de l'Ouest, Russie, Australie, Inde, Chine, Japon, États-Unis et Canada.
Il est également reconnu comme une autorité concernant la musique de Kurt Weill. En 1997, il a produit, avec Darrie de Swaan, un documentaire radio de 48 heures divisé en 12 parties sur la vie de Weill.
En 1974, il fonde le label BVHaast. Depuis 1977, il organise le festival annuel Klap op de Vuurpijl à Amsterdam.
Avec le cinéaste Johan van der Keuken, il tourne en 1994 le court-métrage On animal locomotion. Dans ce film, les deux artistes cherchent de nouvelles modalités pour exprimer à l'écran le rythme de la musique.
En 1998, il est fait chevalier de l'Ordre du Lion néerlandais.